# Mateo Gallagher
Mateo Gallagher, inmigrante irlandés propietario de un taller de imprenta en Puerto España, Trinidad, cuando esta isla pertenecía todavía a España. Desde 1796 comenzó a editar el Trinidad Weekly Courant.
En 1807 Gallagher compró la imprenta que Francisco de Miranda llevaba a bordo del Leander, después del fracaso de su expedición en Ocumare de la Costa y Coro en 1806.
Se interesó en negociar en Trinidad con Manuel Sorzano, contralor principal de Ejército y Real Hacienda, quien terminó la transacción iniciada por el comerciante español residente en Caracas, Francisco González de Linares, quien por orden del gobernador Juan de Casas y el Intendente del Ejército, don Juan Vicente de Arce, intentaba traer una imprenta a Caracas, con el propósito de publicar un periódico.
Sin tener que parar su taller de Puerto España, Gallagher armó una imprenta con una parte que tenía en su antiguo taller, la cual completó con otras piezas traídas de la isla de Granada.
Gallagher, su socio James Lamb, tres esclavos negros y la imprenta llegaron al Puerto de La Guaira a bordo de la fragata Fénix el 23 de septiembre de 1808, procedentes de Puerto España. El primer número del periódico producido en su imprenta, la Gazeta de Caracas, salió el 24 de octubre de 1808 como un vocero de los gobernantes de la Colonia.
La Real Hacienda le concedió un préstamo por la cantidad de dos mil pesos con garantía de hipoteca sobre el taller y los esclavos. El taller se instaló cerca de la Plaza Mayor de Caracas. Andrés Bello era el redactor de la Gazeta de Caracas. Era funcionario de la Gobernación y Capitanía General, y estaba sometido por la censura del Gobierno. Sin embargo, el taller de imprenta de Gallagher y Lamb era una empresa privada que tenía como clientes al Gobierno y a los particulares.
Mateo Gallagher no volvió a Trinidad a dirigir la imprenta que había dejado en Puerto España, y James Lamb permaneció en Caracas para ocuparse del taller de imprenta que siguió con el nombre de Gallagher y Lamb.

## Fuente
- Sala Virtual de Investigación del CIC-UCAB

- Datos: Q6005874